# Юзеф Геллер
Юзеф Геллер (нім. Josef Heller, англ. Joseph Heller, пол. Józef Heller; 1896, Львів — 1982) — науковець, педагог, професор, керівник кафедри загальної та неорганічної хімії Львівського університету (1940-41). Доцент (1937), професор (1941), член-кореспондент (1952), дійсний член (1961) Польської Академії Наук.

## Біографія
У 1922 році закінчив медичний факультет Львівського університету. Від часу закінчення навчання і до ДСВ працював на різних посадах у Львівському університеті.
Напрями наукових досліджень: порівняльна біохімія; хімізм розвитку комах, зокрема, встановив взаємозалежність між інтенсивністю метаболізму і ходом метаморфозу метеликів; біохімія білків крові; вдосконалення методів біохімічних досліджень.
На час роботи у Львівському медінституті був автором 45 наукових праць французькою, німецькою, польською, англійською мовами. Підготував 8 професорів.

### Кар'єра
- 1921-28 і 1930-36 роки — асистент кафедри біохімії та гігієни Львівського університету
- 1922-26 і 1930-34 роки — викладач загальної хімії у Львівській вищій господарчій школі (за сумісництвом)
- 1926-34 — керівник лабораторії Львівської лікарні Каси хворих
- 1936-39 — керівник Краківської філії Варшавського Інституту гігієни
- 1939-40 — лікар-аналітик 1-ї Львівської поліклініки
- 1940-41 — завідувач кафедри біохімії Львівського університету
- 1941 — завідувач кафедри загальної та неорганічної хімії Львівського медичного інституту
- 1942-44 — викладач біохімії та фізіології таємного Варшавського університету
- 1946-51 — професор фізіології тварин Вроцлавського університету
- 1951-57 — професор біохімії Варшавської медичної академії
- 1957-67 — директор Інституту біохімії і біофізики Польської академії наук

## Праці
- Recherches sur l'ammonique du sang. C R Soc Biol 1924, V. 91 (співавт.)
- Badania nad przeobrazeniem owadyw (дис. праця). Львів, 1931
- Metabolism of insect metamorphosis, 1947
- On the inheritance of development duration in the Hawk-Moth, 1947
- Wystкpowanie diapauzy zimowej u motyla wilczomleczka, 1954
- Activation of amino acids in relation to the synthesis of silk proteins, 1959 (співавт.)